# Final Move
Final Move is een Amerikaanse thriller uit 2006 onder regie van Joey Travolta.

## Verhaal
De van moord op haar kinderen vrijgesproken Sarah Underhill vlucht door de bossen om zich van belager Thomas Page te ontdoen, maar struikelt over haar benen en verlaat het aardse bestaan middels de kogel. Detectives Dan Marlowe en Roman Krieg weten de moordenaar achter de tralies te krijgen, waarna de ene speurder totaal verloren in psychiatrisch centrum Schaeffer County onder behandeling van psychiater Dr. Ornston belandt, terwijl de andere speurder zijn leven simpelweg weer oppakt.
Na een jaar mentaal geploeter lijkt Marlowe zijn gevoelens en gedachten weer op een rijtje te hebben en zijn relatie met vrouw Amy en dochter Claire aan de herstellende hand te zijn. Als Krieg zijn voormalige partner benadert voor een zaak die veel gelijkenissen met hun eerdere zaak vertoont, keert Marlowe zich aanvankelijk af van zijn vroegere vriend met de mededeling dat hij het beroep van rechercheur achter zich heeft gelaten. Marlowe vreest met het toegeven aan zijn gave – zich verplaatsen in de omstandigheden ten tijde van een moord – opnieuw in het gesticht terecht te komen, maar tot groot ongenoegen van Amy – tevens Kriegs zus – ziet hij zich verplicht om nogmaals de jacht in te zetten op de schaakliefhebbende killer.
Captain Baker heeft naast Marlowe en Krieg de leiding over Iris Quarrie, Eric Layton en Nikki Zeale, die als kwintet alle moeite hebben om de zetten van het schakende genie te interpreteren en vervolgens de juiste tegenzet te bedenken. In een uiterst complex jeu d'échec kunnen de agenten niet voorkomen dat Bobby Sayles frontaal tussen twee auto's wordt gesplasht, advocaat Byron Silvers een brute lift te veel neemt en rechter Dilbeck zijn appartement door het raam in plaats van door de deur verlaat. Als verdachten heeft het vijftal speurders in het bijzonder interesse voor de zonderlinge Jasper Haig, de sadistische Leon Oswald met banden in de muziekwereld en seksueel roofdier Veronica Bishop.
Na een confrontatie moeten Marlowe en Krieg het pijnlijke verlies van Layton en Zeale zonder aarzeling opzijzetten om te voorkomen dat de meedogenloze killer nog meer slachtoffers maakt die de wereld niet graag op haar fundamenten ziet wankelen. Het trio verdachten blijkt reeds weldra niets te maken te hebben met de moorden die via een oneerlijk schaakspel plaatsvinden, maar de vluchtige verdenking van Marlowes schaakmaat Myron biedt evenmin de gewenste arrestatie. Het spelen van een strategisch spel zonder het kennen van de tegenpartij en zonder benul van de gehanteerde regels maakt het schaakmat zetten van de opponent zo goed als onmogelijk.

## Rolverdeling
- Matt Schulze - Dan Marlowe
- Amanda Detmer - Amy Marlowe
- Christina Gabrielle - Claire Marlowe
- Lochlyn Munro - Roman Krieg
- Rachel Hunter - Iris Quarrie
- Paul Sampson - Eric Layton
- Sarah Ann Schultz - Nikki Zeale
- David Carradine - captain Baker
- Daniel Baldwin - Jasper Haig
- Charles DeFazio - Leon Oswald
- Lyndsay Griffin - Veronica Bishop
- Tucker Smallwood - Myron
- Bettina Morasco - Dr. Ornston
- Gino Dente - Thomas Page
- Kristin Richardson - Sarah Underhill
- Will Hickey - Bobby Sayles
- David Wolf - Byron Silvers
- Joseph Cofer - rechter Dilbeck
- Melissa Greenspan - Kathy Briggs
- Sandra Luesse - officier Minster
- Shasta Smith - officier
- Phil Weldele - officier
- Maggie Kretzmer - barkeeper
- Bradley Koeperick - priester